# Gandharva
Gandharva est le terme utilisé pour désigner des êtres célestes dans l’hindouisme, musiciens et chanteurs. Les gandharvas se retrouvent aussi dans le bouddhisme et le jaïnisme.

## Étymologie
Le comparatiste Georges Dumézil, puis d'autres spécialistes, ont rapproché leur nom du Centaure (en grec ancien Κένταυρος / Kéntauros), une créature mi-homme, mi-cheval de la mythologie grecque,.
Selon Michael Janda, Ghandhr̥u̯o- avait à l’origine le sens de « pourvu du parfum [du vin] », ce qui rendrait justice non seulement au rôle historiquement attesté (clé) de ces êtres mythiques, mais est également la forme qui a conduit, via des transformations parétymologiques, à leurs formes de nom historiques. Le successeur direct de *Ghandhr̥u̯o- en grec a donné κάνθαρος, un gobelet à vin souvent tenu par les centaures. Le Gandharva « s’élève au-dessus du firmament » de la même manière qu’Alpha du Centaure.

## Dans l’hindouisme
Dans l’hindouisme, les Gandharvas (Sanskrit: गन्धर्व, gandharva, Kannada: ಗಂಧರ್ವ, Tamil:கந்தர்வர், Telugu:గంధర్వ) sont cités dans les Védas. Ils sont des esprits mâles de la nature, époux des Apsaras. Certains sont en partie animaux, le plus souvent oiseau ou cheval. Ils possèdent d’impressionnants talents musicaux et vocaux. Ce sont les gardiens du Soma et, par leur musique, ils divertissent les dieux dans leurs palais. Gandharva est synonyme de chanteur à la cour des dieux.
Dans la théologie hindoue, les Gandharvas jouent le rôle de messagers entre les dieux et les humains. Dans la loi hindoue, un mariage gandharva est un mariage contracté uniquement par consentement mutuel, sans rituels formels ni accord des familles.
Les Gandharvas sont largement mentionnés dans le poème épique du Mahabharata ; ils y sont associés avec les Devas (comme danseurs et chanteurs) et avec les Yakshas, comme puissants guerriers.

### Origine
La filiation des Gandharvas semble variée. Ils sont appelés créatures de  Prajapati, de Brahma, de Kasyapa, des Munis, d’Arishta ou de Vāc.

## Dans le bouddhisme
Un Gandharva (Sanskrit) ou gandhabba (Pāli) (Japonais: 乾闥婆 Kendatsuba) est l’un des rangs inférieurs de Devas dans la cosmologie bouddhiste. Ils sont classés dans la catégorie des Devas Cāturmahārājikakāyika, adeptes du Grand Roi Dhṛtarāṣṭra, gardien de l’Est. Les êtres se réincarnent parmi les Gandharvas s’ils ont pratiqué la forme la plus basique des vertus du bouddhisme (Janavasabha-sutta, DN.18).
Les Gandharvas peuvent voler dans les airs et sont réputés pour leurs talents de musiciens. Ils sont en phase avec les arbres et les fleurs, et ils sont décrits comme résidant dans les parfums d’écorce, de sève et de fleurs. Le Bouddha en parle dans de nombreux sutras faisant partie du Samyutta Nikāya, notamment dans la 3e section Khandha vagga,  n°31 Gandhabba-Kāya Saɱyutta  (SN.III.31):

« Ô moines, je vous instruirai sur les devas qui appartiennent au groupe des Ganddhabba. Écoutez-moi.
Quels sont les devas appartenant  à ce groupe ?
Il y a, ô  moines, les devas qui habitent le parfum des racines,
les devas qui habitent le parfum du cœur,
ceux qui habitent le parfum de l’aubier,
ceux qui habitent le parfum de l’écorce,
ceux qui habitent le parfum de la sève,
ceux qui habitent le parfum des feuilles,
ceux qui habitent le parfum des fleurs,
ceux qui habitent le parfum des fruits,
ceux qui habitent le parfum des saveurs,
ceux qui habitent le parfum des parfums.
Ô moines, on les appelle les devas appartenant au groupe des Gandhabbas. »

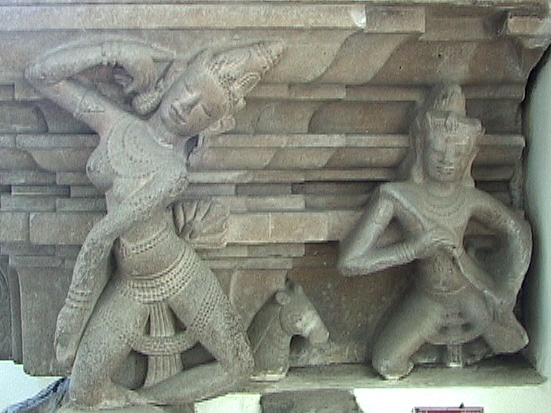
Un Gandharva (à droite) avec une Apsara, Xe siècle, art du Champā (Vietnam).

Ils font aussi partie des êtres qui peuvent distraire un moine pendant sa méditation.
Les termes Gandharva et Yakṣa sont parfois utilisés pour les mêmes êtres ; dans ce cas, Yakṣa est un terme plus général, incluant plusieurs sortes de divinités mineures.
Parmi les Gandharvas notables se trouvent (DN.20 et DN.32) Panāda, Opamañña, Naḷa, Cittasena, Rājā. Janesabha est sans doute le même que Janavasabha, une réincarnation du roi Bimbisāra de Magadha.  Mātali le Gandharva est l’aurige de Śakra.
Timbarū (Tumburu) était un chef des Gandharvas. Il existe une histoire d’amour à propos de sa fille Bhaddā Suriyavacchasā (Sanskrit: Bhadrā Sūryavarcasā) et un autre Gandharva, Pañcasikha (Sanskrit: Pañcaśikha). Pañcasikha tomba amoureux de Suriyavacchasā quand il la vit danser devant Śakra, mais elle était elle-même amoureuse de Sikhandī (ou Sikhaddi), fils de Mātali l’aurige. Pañcasikha se rendit chez Timbarū et joua une mélodie sur son luth tout en chantant une chanson d’amour dans laquelle il parla également du Bouddha et de ses arhats. Ensuite, Śakra demanda à Pañcasikha d’intercéder en sa faveur auprès du Bouddha afin d'obtenir une audience. En récompense de ce service, Śakra convainquit Suriyavacchasā, déjà charmée par les talents et la dévotion de  Pañcasikha (en), d’épouser ce dernier.
Pañcasikha est aussi un messager pour les quatre rois célestes, rapportant les nouvelles à Mātali, qui représente Śakra et les Devas des Trāyastriṃśa.